# 윌리엄 호겐슨

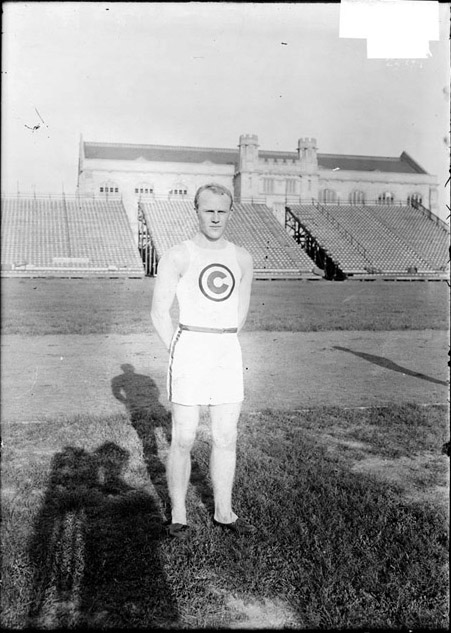

윌리엄 호겐슨(William Hogenson, 본명: 윌리엄 P. 호겐슨, William P. Hogenson, 1884년 10월 26일 – 1965년 10월 14일)은 20세기 초에 경쟁했던 미국의 육상 선수이자 단거리 달리기 선수였다. 1904년 하계 올림픽 육상 남자 60m 경주에서 은메달을 획득했으나 금메달을 획득한 아치 한(Archie Hahn)에게 패했다. 또한 100m와 200m 이상 두 개의 동메달을 획득했는데, 두 종목 모두 미국의 아치 한이 우승했다.